# Thyas rubrior
Thyas rubrior är en fjärilsart som beskrevs av Holloway 1979. Thyas rubrior ingår i släktet Thyas och familjen nattflyn. Inga underarter finns listade i Catalogue of Life.